# Bichon Frisé
Bichon Frisé este o rasă de câini originile căreia nu sunt foarte clar stabilite, experții în domeniu vehiculând mai multe variante. În principiu, se pare că navigatorii și comercianții fenicieni au reprezentat vectorul de dispersie al unor câini de talie mai mică în bazinul mediteraneean. Este știut că marinarii luau cu ei câini pe corăbii ca animale de companie și pentru a-i folosi la stârpirea șoarecilor și șobolanilor. Bichon Frise este membru al grupei canine de rase Non-Sporting din SUA, și membru a grupei canine Toy Dog din Regatul Unit.

## Origine și istorie

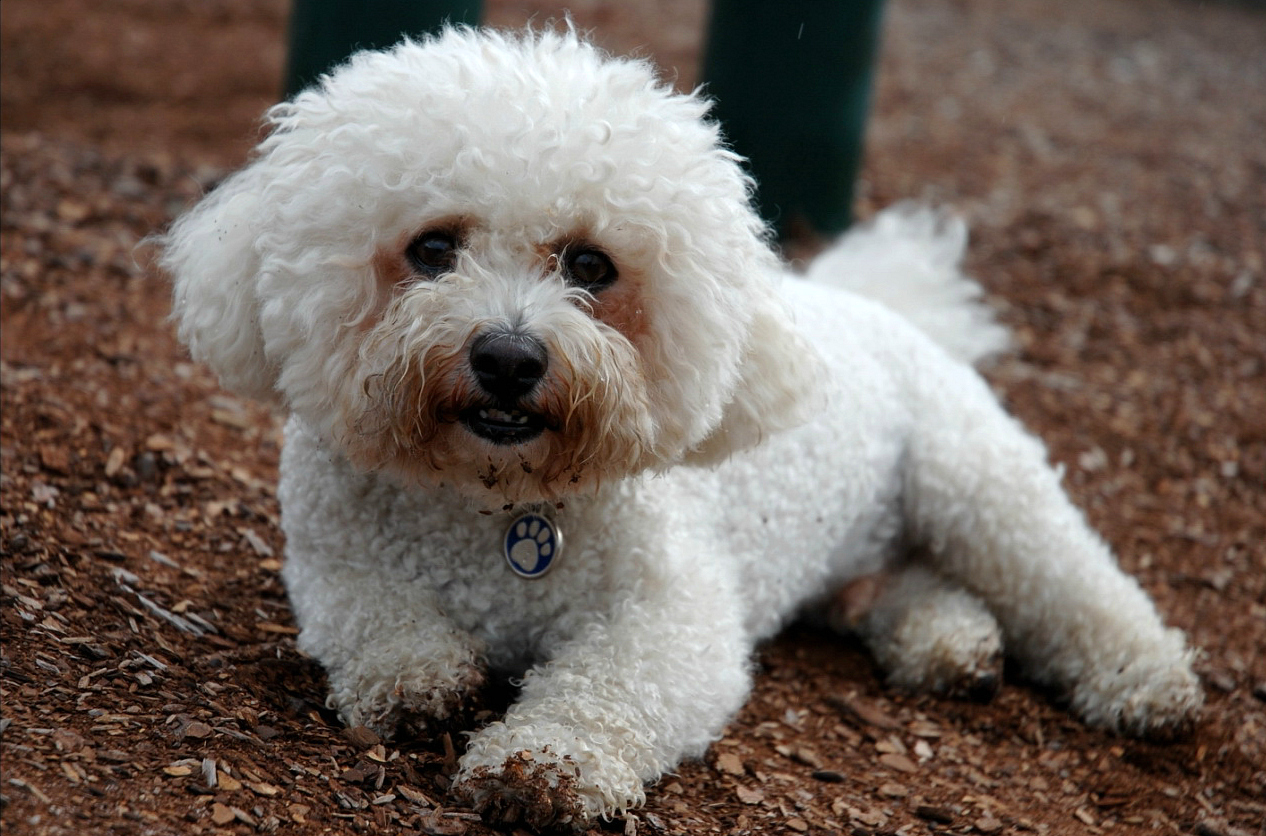
Un tânăr Bichon Frisé.

Este dificil să se stabilească în prezent genealogia clară și parcursul geografic de răspândire a acestei rase, pentru că din start câinii Bichon Frisé au fost preferați în rol de animale de companie, însoțind grupurile umane în pregrinările dictate de condițiile istorice. Ajunși în Spania și Franța, este posibil ca acești câini să fi stat la originea apariției Barbet-ului (o rasă de câini de apă, ce au influențat, la rândul lor, apariția altor rase de câini de astăzi). Generic vorbind, bazinul mediteraneean reprezintă „căminul” unanim acceptat al rasei și Insula Tenerife din arhipelagul Canare este locul de adopție cel mai larg acceptat. Dealtfel, unul din numele rasei este Bichon de Tenerife. Dimensiunile mici și firea jucăușă, plăcută, farmecul natural si calitățile hipoalergenice ale blaniței l-au făcut rapid răsfățatul saloanelor nobilimii. A primit rapid porecla „Bichonner” – Ferchezuitul și a pozat pentru pictorii epocii (Boucher și Frahgonard). Henry al III-lea al Franței și Napoleon al III-lea au avut o slăbiciune recunoscută pentru acești câini. În secolele XVIII și XIX era foarte popular în Franța în rândul clasei de mijloc și chiar al păturii sociale sărace, fiind preferat ca protagonist de circ și însoțitor al trubadurilor și flașnetarilor.

## Descriere fizică

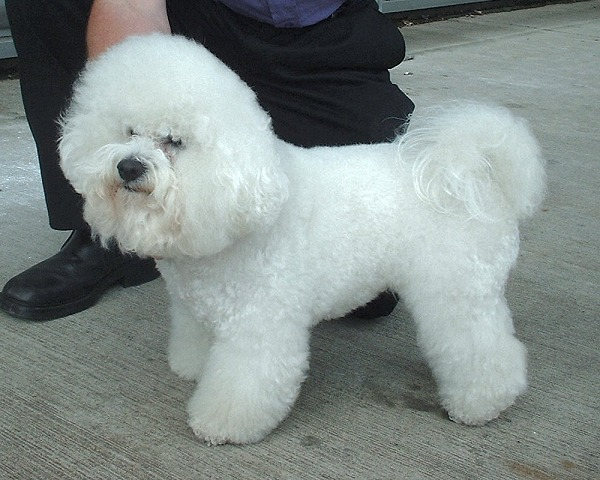
Bichon Frisé.

Este un câine de talie mică, blana conferindu-i un permanent aspect pufos. Ochii, în culori închise, sunt foarte expresivi, curiosi, alerti și plasați astfel încât să privească drept inainte. Pielea din jurul ochilor este puternic pigmentată (dau senzația de ochi rimelați). Urechile sunt căzute, acoperite cu păr lung, mătăsos. Sunt prinse mai sus față de linia ochilor și destul de în față pe craniu, astfel încât, atunci când câinele este în alertă, ele încadrează foarte bine fața. Coada, de lungime medie, este purtată semeț, cu o curbă grațioasă, iar părul care o acoperă este lung și cade deasupra spatelui. Blana este dubla, cu subparul moale și dens, în timp ce părul de acoperire este mai aspru și ondulat, creț, răsucit în bucle alungite cu o lungime de 5–7 cm. Culoarea părului este întotdeauna alb curat.

## Personalitate
Acest câine este cunoscut ca un animal fermecător, gentil, manierat, jucăuș. Este apreciat pentru atitudinea permanent voioasă, reconfortantă. Deși de talie mică, denotă o inteligență ascuțită și un spirit independent, căruia nu-i lipsește curajul. Nu este un câine gălăgios, etalează o anume siguranță în tot ceea ce face, este maleabil și adaptabil. Câinii rasa Bichon Frisé sunt foarte afectuoși, iubesc oamenii și vor să fie tot timpul în compania lor. Se dovedesc sociabili și permisivi în compania altor animale.

## Îngrijire și sensibilitate boli

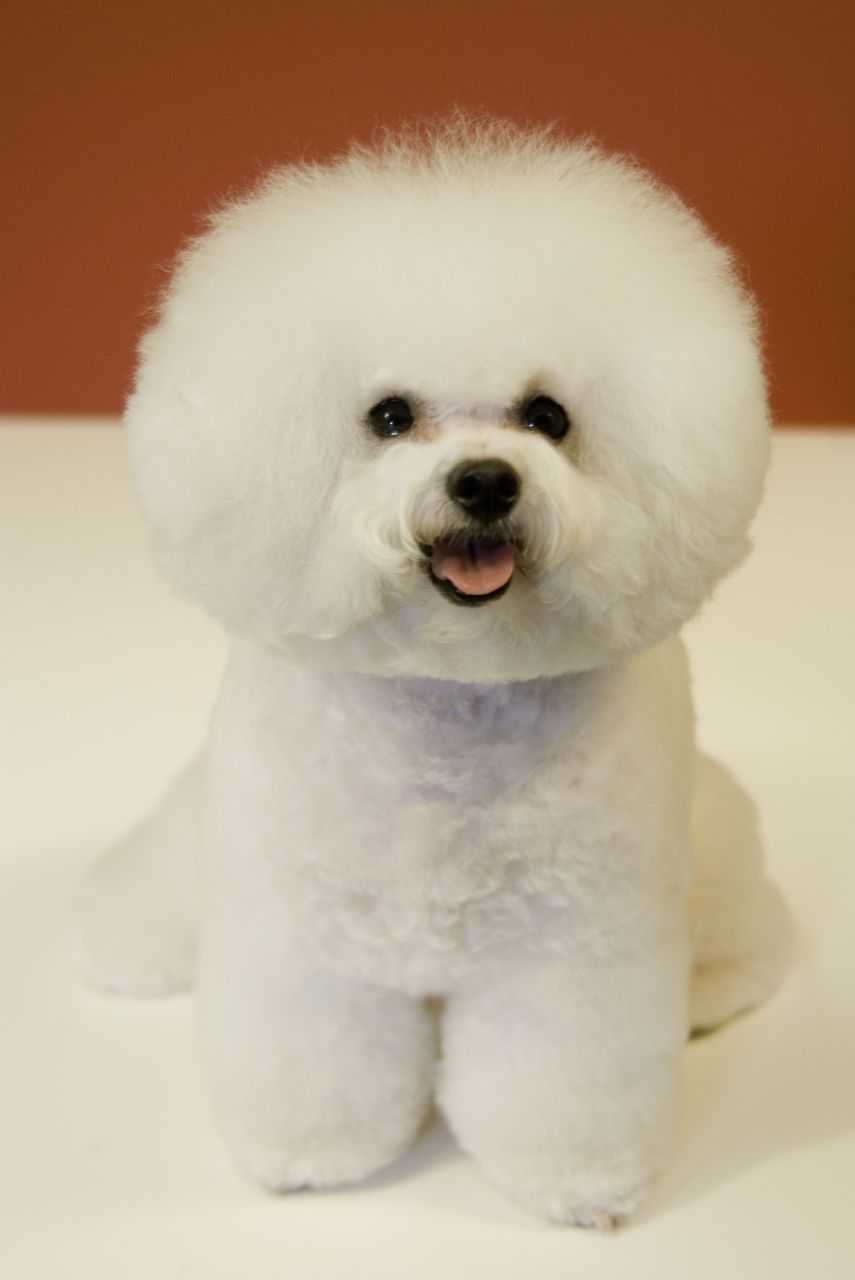
Un pui de Bichon Frisé de câteva săptămâni.

Dincolo de aparențe, Bichonul Frisé este un câine robust și rezistent, cu o longevitate de invidiat în lumea canină. Predispozițiile rasei în ceea ce privește bolile sunt legate de pericolul apariției cataractei, lăcrimarea excesivă, alergiile alimentare, afecțiunile urechilor și epilepsie. Este un animal curat, care se simte foarte bine atunci când este îmbăiat, periat și pieptănat. Se adaptează cu calm diferitelor tratamente cosmetice care se pretează la blana sa decorativă. Reacționează puternic la infestarea cu purici, putând dezvolta alergii severe.

### Condiții de viață
Prin natura sa este un animal de interior, un însoțitor permanent al omului. Are nevoie de plimbări și activități variate în exterior, se angrenează entuziast în jocuri și exerciții. În casă este destul de activ, își poate consuma o bună parte a energiei în interacțiunile cu copiii.Este foarte prietenos cu copiii de vârstă mică și medie. Este recomandat de specialiști ca un amic perfect pentru copii și pentru oameni care își trăiesc viața într-un apartament.

### Dresaj
Trebuie să fie instruit și educat într-o notă mai fermă, întrucât este încăpățânat. Respectarea regulilor de igienă în interiorul casei vor fi învățate ceva mai greu de către masculi. Pot să-și însușească multe comenzi și exerciții amuzante, pot învăța trucuri spectaculoase dacă sunt învățați cu răbdare și se folosește inteligent metoda recompensei.

## Utilitate
Sunt câini de companie pentru toate vârstele, se acomodează foarte bine la spații de mici dimensiuni. Se pretează cu succes în rolul de parteneri de joacă ai copiilor, dar pot fi companioni reconfortanți si pentru persoane de vârsta a doua și a treia.

## Caracteristici
- Înălțime: 23–30 cm
- Greutate: 4–6 kg
- Durată de viață: 14-16 ani
- Grupa: Toy